# La est de Eden (film)

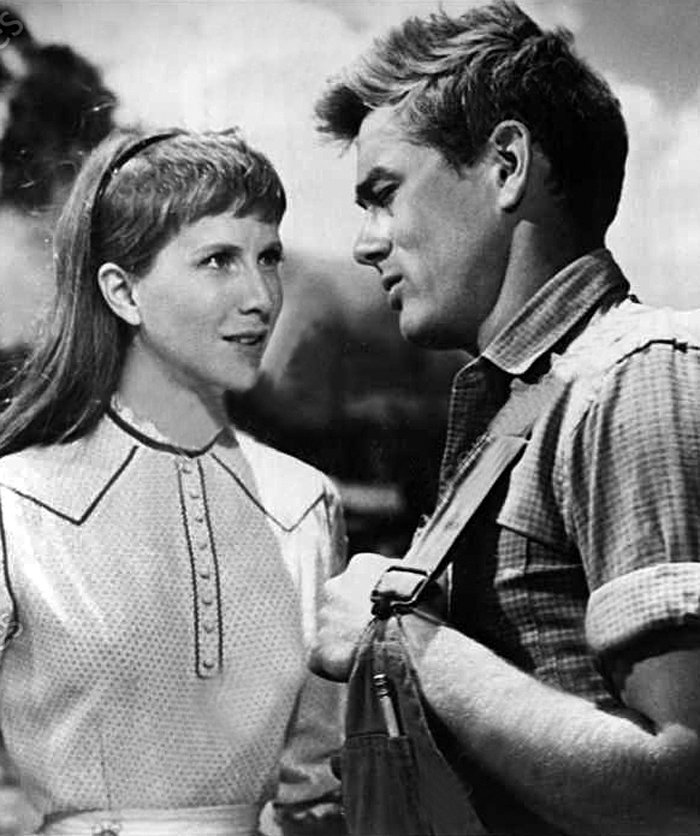
Julie Harris și James Dean într-o scenă din film

La est de Eden (titlul original: în engleză East of Eden) este un film dramatic american, realizat în 1955 de regizorul Elia Kazan, după romanul La răsărit de Eden a scriitorului John Steinbeck. Este vorba despre un tânăr derutat, care în timp ce își caută propria identitate, se împotrivește afecțiunii tatălui său față de fratele său favorizat, reluând astfel povestea biblică despre Cain și Abel. Protagoniști sunt actorii James Dean în primul său film important, Julie Harris, Raymond Massey, Richard Davalos și Burl Ives. 

## Distribuție
- Julie Harris – Abra Bacon
- James Dean – Caleb Trask (Cal)
- Richard Davalos – Aron Trask, fratele său
- Raymond Massey – Adam Trask, tatăl lor
- Jo Van Fleet – Kate Ames/Cathy Trask
- Burl Ives – Sam, șeriful
- Albert Dekker – Will Hamilton
- Harold Gordon – Gustav Albrect
- Nick Dennis – Rantani
- Lois Smith – Anne, servitoarea lui Kate
- Timothy Carey – Joe, pajul lui Kate (nemenționat)
- Barbara Baxley – asistenta medicală a lui Adam (nemenționat)
- Richard Garrick – Dr. Edwards (nemenționat)
- Lonny Chapman – Roy Turner, mecanicul auto (nemenționat)
- Lester Dorr – oficialul la paradă (nemenționat)

## Culise
Deși acțiunea filmului este amplasată la începutul secolului XX în Monterey, California, o mare parte din film a fost turnat în Mendocino, California, iar alte scene au fost filmate în Salinas Valley.

## Premii și nominalizări
- Premiile Oscar (1956)
  - Cea mai bună actriță în rol secundar lui Jo Van Fleet
  - Nominalizare Cel mai bun regizor lui Elia Kazan
  - Nominalizare Cel mai bun actor lui James Dean
  - Nominalizare cel mai bun scenariu adaptat lui Paul Osborn
- Globul de Aur (1956)
  - Cel mai bun film dramatic
- Premiile BAFTA (1956) 
  - Nominalizare Cel mai bun film
  - Nominalizare Cel mai bun actor lui James Dean
  - Nominalizare Cea mai bună actriță debutantă lui Jo Van Fleet
- 1955 - Festivalul de la Cannes
  - Prix du film dramatique lui Elia Kazan
  - Nominalizare Palme d'Or lui Elia Kazan
- National Board of Review Award (1955)
  - Cele mai bune zece filme

## Literatură
- Steinbeck, John. La răsărit de Eden. Tradus de Any și Virgil Florea. București, 1973: Editura Minerva, Colecția Biblioteca Pentru Toți, 2 volume:. p. 388; 470.